# Ntem (Gabun)
Ntem ist ein Departement in der Provinz Woleu-Ntem in Gabun und liegt im Norden an der Grenze zu Äquatorialguinea und Kamerun. Das Departement wurde nach dem Grenzfluss Ntem benannt und hatte 2013 etwa 50.000 Einwohner.

## Gliederung
- Bitam